# Mandoul
Mandoul er en af de 23 regioner i Tchad, med beliggenhed helt syd i landet. Regionens hovedby er Koumra. Regionen består af dele af det som tidligere var præfekturet Moyen-Chari.

## Inddeling
Mandoul-regionen er inddelt i tre departementer:
| Departement        | Hovedby  | Underpræfekturer                          |
| ------------------ | -------- | ----------------------------------------- |
| Mandoul Occidental | Bédjondo | Bédjondo, Bébopen, Békamba                |
| Mandoul Oriental   | Koumra   | Koumra, Bessada, Bédaya, Goundi, Ngangara |
| Barh Sara          | Moïssala | Moïssala, Bouna, Dembo                    |